# Nananthea
Nananthea  (лат.) — монотипный род мелких однолетних травянистых растений трибы Пупавковые (Anthemideae) семейства Астровые (Asteraceae).
Средиземноморское растение, естественным образом произрастает на островах Корсика, Лавецци и Сардиния, натурализовано на территории Германии.
Вид встречается на гранитных и песчаных участках побережья на высотах от 5 до 25 м над уровнем моря.
Цветёт с апреля по май.

## Таксономия
Nananthea DC., 1838, Prodr. 6: 45 Архивная копия от 26 июля 2018 на Wayback Machine. 
Род представлен единственным видом
Nananthea perpusillum (Loisel.) DC., 1838, Prodr. 6: 45.
Другой вид, ранее относимый к данному роду Nananthea tassiliensis Batt. & Trab. ныне известен как Daveaua anthemoides Mariz.

### Синонимы
- Chrysanthemum perpusillum Loisel., 1809basionym
- Cotula pygmaea Poir., 1811